# Édouard Fétis
Édouard Louis François Fétis (født 1812 i Bouvignes, død 31. januar 1909 i Bryssel, var en belgisk biblioteksmand, søn af François-Joseph Fétis.
Édouard Fétis helligede sig til kritiske og historiske studier; han var musikmedarbejder ved L'Indépendance belge, fortsatte faderens Revue musicale og har udgivet en værdifuld belgisk musikhistorie, Les musiciens belges (2 bind 1849).